# Le Jeu de la guerre (livre)
Le Jeu de la guerre est un essai de Guy Debord et Alice Becker-Ho paru en  1987 aux Éditions Gérard Lebovici. Cet essai est réédité à partir de 2006 par les éditions Gallimard.

## La partie duJeu de la Guerre
Le livre présente les positions successives au cours d'une partie du Jeu de la Guerre, titre d'un jeu dont Guy Debord avait déposé le brevet en 1965.
Le jeu se joue sur un plateau de 25 × 20, divisé par la longueur. Les joueurs placent librement leurs bâtiments (arsenaux et forteresses) et leurs unités (infanterie, cavalerie, artillerie et transmission). Le but est de vaincre l'adversaire soit en détruisant ses arsenaux, soit en éliminant toutes ses unités. À chaque tour, un joueur peut déplacer cinq unités. Une pièce ne peut se déplacer ou attaquer que si elle est en communication rectiligne avec un arsenal, le signal pouvant être prolongé avec le contact d'unités adjacentes ou des unités de transmissions. Le signal de transmission peut être interrompu par les montagnes ou une unité ennemi. À chaque tour, le joueur peut lancer une attaque. Chaque unité a son propre coefficient offensif (augmenté pour la cavalerie si elle est en charge) et défensif (augmenté si l'unité est dans un col ou une forteresse) avec sa propre portée de tir. La somme des coefficients des unités proche de l'affrontement, si elles sont connectées par la transmission, forme le rapport de force. L'unité attaquée peut subir un statu quo, un déplacement forcé ou la destruction.
Debord estime qu'une partie se joue approximativement en 110 coups, en comparant aux 60 coups moyens des échecs.

## Éditions
- Le Jeu de la Guerre, Éditions Gérard Lebovici, Paris, 1987.  (ISBN 2-85184-173-4)
- Le Jeu de la Guerre, édition corrigée et augmentée de documents retrouvés, Gallimard, Paris, 2006.  (ISBN 2070776514)